# Kaliapsis
Kaliapsis är ett släkte av svampdjur. Kaliapsis ingår i familjen Phymaraphiniidae.
Kladogram enligt Catalogue of Life:
| Kaliapsis | \| \| Kaliapsis cidaris \| \| \| \| \| \| Kaliapsis incrustans \| \| \| \| \| \| Kaliapsis permollis \| \| \| \| |
|           | \| \| Kaliapsis cidaris \| \| \| \| \| \| Kaliapsis incrustans \| \| \| \| \| \| Kaliapsis permollis \| \| \| \| |
|           | Lepidothenea |
|           | |
|           | Rimella |
|           | |
|           | Kaliapsis cidaris                                                                                                |
|           | |
|           | Kaliapsis incrustans                                                                                             |
|           | |
|           | Kaliapsis permollis                                                                                              |
|           | |

|  | Kaliapsis cidaris    |
|  |                      |
|  | Kaliapsis incrustans |
|  |                      |
|  | Kaliapsis permollis  |
|  |                      |